# Hapalogenys sennin
Hapalogenys sennin és una espècie de peix pertanyent a la família dels hemúlids.

## Descripció
- La femella pot arribar a fer 29,6 cm de llargària màxima.
- 11 espines i 16-18 radis tous a l'aleta dorsal.[4]

## Hàbitat
És un peix marí, pelàgic-nerític i de clima temperat que viu fins als 50 m de fondària.

## Distribució geogràfica
Es troba al Pacífic nord-occidental: el sud del Japó (llevat de les illes Ryukyu i Ogasawara).

## Observacions
És inofensiu per als humans.